# 哈坎·许屈尔
哈坎·许屈尔（1971年9月1日—），土耳其足球運動員，司職前鋒，2008年夏季退役前效力土耳其班霸加拉塔沙雷。

## 生平
哈根·蘇古土耳其足球界最具名氣的球員之一。他早於1987年時已出道，輾轉投效土耳其班霸加拉塔沙雷。他的打法偏向於柱躉式，主要是以其1.91米身高之特質。其間他曾外流，起先效力意大利的都灵，但只效力半季。之後重返加拉塔沙雷，為球會所器重。
哈根·蘇古在加拉塔沙雷的最佳成績，莫過於2000年在歐洲足協杯決賽擊敗英格蘭阿森纳，獲得冠軍。這年他才開始在國際賽揚名，時已29歲。當時他還代表土耳其國家隊打入2000年歐洲國家盃，在分組賽對東道主比利時的關鍵戰役中射入兩球贏出，協助國家隊打入次圈。這對於土耳其國家實力計，成績已相當突出。
哈根·蘇古憑著該年的表現，獲海外球會斟介，於是2000年他再一次外流，效力意大利的國際米蘭。可是在國際米蘭他的表現未如理想，不時要屈居後備。其後他轉投其他球會，上陣次數更不增反減。在2002年世界杯對南韓的季軍戰上，在開賽後11秒射入一球，打破世界盃歷史上最快入球紀錄。雖然國家隊獲得季軍，乃國家隊國際賽最佳成績，但哈根·蘇古並沒有實質貢獻，受到外界狠批。於是2003年他一次重返加拉塔沙雷，直至2008年退役。

## 退役后生活
- 退役之后的2011年，许屈尔在土耳其议会上赢得一席位，当时他是埃尔多安正义与发展党的成员。
- 在2017年，许屈尔去美国旧金山湾区生活，后被土耳其的官方媒体形容是“居伦运动的逃犯”，该报道指他住在Palo Alto并经营一家咖啡厅。
- 许屈尔本人向媒体透露，初搬到美国是经营一家咖啡厅，但后来开优步（Uber）和卖书，并说自己在土耳其的房产、生意和银行账户都已经被埃尔多安政府没收。

## 榮譽
- 土超聯、土耳其盃、歐洲足協杯小三冠王：2000年
- 世界杯季軍：2002年